# Ophryosporus freyreysii
Ophryosporus freyreysii là một loài thực vật có hoa trong họ Cúc. Loài này được (Thunb.) Baker mô tả khoa học đầu tiên năm 1876.